# Buritama
Buritama è un comune del Brasile nello Stato di San Paolo, parte della mesoregione di Araçatuba e della microregione di Birigüi.

## Storia
Il comune è stato creato nel 1948 con legge statale.

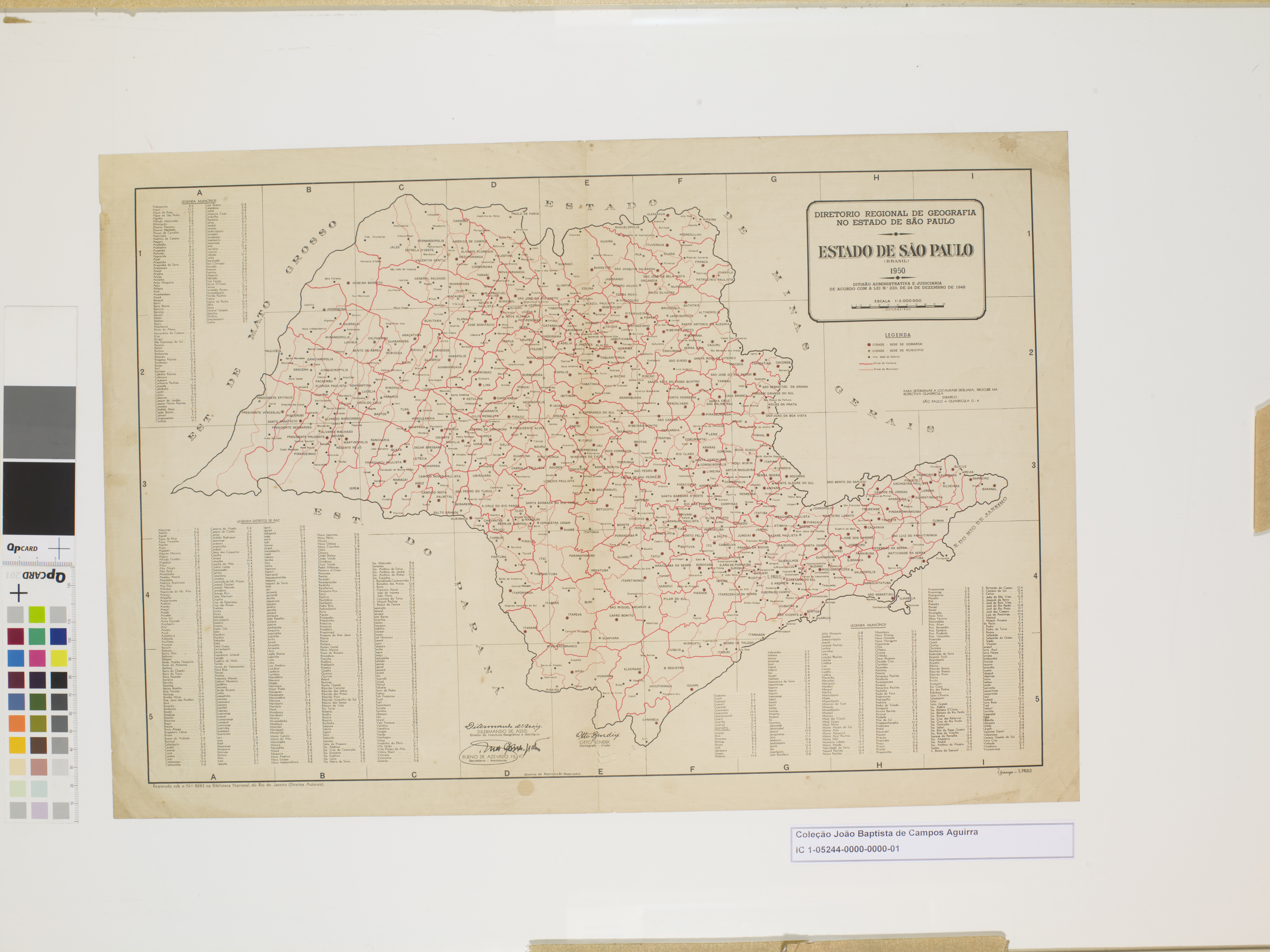
Mappa dello stato di San Paolo (1948).